# FC Saint Eloi Lupopo
FC Saint Eloi Lupopo – klub piłkarski z Demokratycznej Republiki Konga, grający obecnie w pierwszej lidze, mający siedzibę w mieście Lubumbashi, drugim pod względem wielkości mieście kraju. Domowe mecze rozgrywa na Stade Frederic Kibassa Maliba, mogącym pomieścić 35 tysięcy widzów. Klub został założony w 1939 roku. W swojej historii klub sześciokrotnie wywalczył mistrzostwo kraju i jeden raz zdobył krajowy puchar.

## Sukcesy
- Linafoot: 6
  - mistrzostwo : 1958, 1968, 1981, 1986, 1990, 2002
- Coupe du Congo: 1
  - 1968
- Katanga Provincial League (LIFKAT): 2
  - 2001, 2003
- Vodacom Challenge: 1
  - 2002

## Występy w afrykańskich pucharach
- Liga Mistrzów: 3 występy

2003 - 2. runda
2006 - 2. runda
2007 - runda wstępna
- Puchar Mistrzów: 4 występy

1969: ćwierćfinał
1982: półfinał
1987: 2. runda
1991: 1. runda
- Puchar Konfederacji: 2 występy

2005 - 2. runda
2006 - faza grupowa
2011 - 1/8 finału